# Geschichte der Kinder- und Jugendheilkunde
Die Geschichte der Kinder- und Jugendheilkunde befasst sich mit der historischen Entwicklung des wissenschaftlichen, gesellschaftlichen und medizinischen Umgangs mit Kindererkrankungen sowie der historischen Aufarbeitung des Wissens über die normale Entwicklung des Kindes.

## Vorgeschichte
Schon aus der Steinzeit sind typische Erkrankungen des Kindesalters wie die Rachitis oder der „Wasserkopf“ (Hydrocephalus) überliefert. Letzterer wurde schon mit einer Eröffnung der Schädeldecke (Trepanation) behandelt, wobei unklar ist, wie hoch der Anteil des Aberglaubens bei diesen Eingriffen war. Etwa in dieser Zeit begannen Menschen, Haustiere zu halten und ermöglichten auf diese Weise die Säuglingsernährung mit Tiermilch.

## Altertum
Aus den meisten Hochkulturen des Altertums sind nur wenige Mitteilungen über kinderheilkundliche Maßnahmen erhalten. Zumeist handelt es sich um Zeugnisse des Einflusses der Magie und des Dämonenglaubens auf die Medizin der damaligen Zeit. Aus dem alten Ägypten ist das Interesse an der Säuglingspflege durch viele Skulpturen belegt. Im Papyrus Ebers sind auch einige Heilmittel gegen verschiedene Störungen beschrieben. In brahmanischen Schriften aus dem Indien etwa ab 500 v. Chr. werden Maßnahmen zur Pflege des Neugeborenen schon sehr detailliert beschrieben. Ein Arzt untersuchte die Neugeborenen hinsichtlich ihrer Lebensfähigkeit. Dies ist vermutlich der erste geschichtliche Hinweis auf eine perinatologische Untersuchung. Unter den Kinderkrankheiten wurden unter anderen Schwindel, Migräne, Epilepsie, Wundstarrkrampf, Pocken, Cholera, Malaria, verschiedene Hautkrankheiten und Darmparasiten schon in den medizinischen Schriften erwähnt. Selbst verschiedene chirurgische Eingriffe bei Kindern werden dem legendären Arzt Jiwaka, der als der erste „Kinderarzt“ gelten kann, schon zugeschrieben. Aus dem antiken Griechenland sind von Hippokrates fast 200 kinderheilkundliche Bemerkungen überliefert. Es finden sich schon sehr exakte Beschreibungen über Fieberkrämpfe, Epilepsie (Über die heilige Krankheit) oder Mumps einschließlich einer Beschreibung der Hodenentzündung als Komplikation bei Erwachsenen. Aristoteles machte die Beobachtung, dass „die meisten Säuglinge vor ihrem siebten Lebenstag sterben“. Soranus von Ephesus (98–117) hat zwar sein Hauptwerk über Gynäkologie verfasst. Dieses enthält jedoch 23 Kapitel über Hygiene der Neugeborenen, Säuglingsernährung, Abstillen, einige Säuglingskrankheiten und andere pädiatrische Themen. Somit kann man ihn als Vater der Kinderheilkunde ansehen.

## Mittelalter
Vor allem der persische Arzt Rhazes (865–923) widmete in seinen medizinischen Abhandlungen mehrere Kapitel der Kinderheilkunde. Mit der Übersetzung in die lateinische Sprache erreichten seine Erkenntnisse auch den Westen Europas. Als Hauptthemen sind hierin Erkrankungen der Kopfhaut, Wasserkopf, Niesen, Schlafstörungen, Epilepsie, Ohrenschmerzen, Schielen, Zahnschmerzen, Mundfäule, Erbrechen, Husten, Durchfall, Verstopfung, Wurmerkrankungen, Brüche, Blasensteine und Lähmungen behandelt. Auch finden sich differenzierte Beschreibungen von Masern und Pocken. Avicenna (980–1037), ein weiterer bedeutender Arzt des Mittelalters, schrieb wiederum über Neugeborenenpflege, Säuglingsernährung und verschiedene Erkrankungen im Kleinkindesalter, so beispielsweise Schnupfen, Harnzwang, Analprolaps und Intertrigo. Mit dem zunehmenden christlichen Einfluss in Byzanz und Europa entstanden auch Anstrengungen, der Aussetzung von Kindern entgegenzuwirken. Nachdem Findelkinder zunächst in die Kirche gebracht wurden, entstand vermutlich 787 in Mailand die erste Einrichtung für Findelkinder, in der Schwangere, die ihre Kinder aussetzen wollten, schon vor der Niederkunft unterkamen. Die Kinder wurden dort dann bis zum Alter von sieben Jahren aufgezogen.

## Renaissance
Die Erfindung des Buchdrucks durch Gutenberg markiert neben dem Untergang des Oströmischen Reiches den Beginn der Renaissance. Gleichzeitig ermöglichte er das Erscheinen zahlreicher medizinischer Bücher, darunter auch erstmals solcher, die ganz oder zu wesentlichen Teilen der Kinderheilkunde gewidmet waren. Der Italiener Paulus Bagellardus (auch: Paolo Bagellardi a Flumine) veröffentlichte 1472 das erste gedruckte Buch zur Kinderheilkunde, den Libellus De egritudinibus infantum et eorum remediis, ein Werk in lateinischer Sprache abgefasst und vornehmlich für Mediziner bestimmt. 1473 erschien die erste deutschsprachige Abhandlung über Kinderheilkunde: Ein Regiment der Jungen Kinder von Bartholomäus Metlinger. Hierin wird die Kinderheilkunde in die beiden Zeitabschnitte des frühesten Alters bis zum Erlernen des Gehens und Sprechens sowie die Kindheit bis zum siebten Jahr eingeteilt. Spätere Werke sind zwar teilweise schon umfangreicher, aber nur wenige zitieren neben den Quellen der klassischen Gelehrten (Galen, Avicenna, Rhazes) auch unbekanntere Autoren aus dem Mittelalter. Im 16. Jahrhundert veröffentlichte der italienische Professor Hieronymus Mercurialis mit De Morbis Puerorum Tractatus das vermutlich bekannteste und eigenständigste pädiatrische Lehrbuch der Epoche, in dem sich unter anderem auch interessante Kenntnisse über Sprachstörungen finden. Später erschien vom selben Autor auch noch ein kleinerer Band über die Hygiene und Erziehung von Säuglingen. Der deutsche Paracelsist Hieronymus Reusner beschrieb 1582 in Pandora erstmals Fälle von Rachitis. In der ersten französischen Abhandlung über Kinderheilkunde von Simon de Vallambert (Poitiers, 1565) ist mit dem Kapitel Über Purpurfieber möglicherweise die erste Beschreibung des Scharlachs enthalten. Felix Würtz schrieb noch im 16. Jahrhundert sein „Kinderbüchlein“, das 1612 von seinem Bruder Rudolf posthum veröffentlicht wurde. In diesem einflussreichen und häufig übersetzten Buch setzte sich Würtz ausführlich mit dem strammen Wickeln von Babys auseinander und stellte bestimmte extreme Formen dieser Praxis in Frage.

## Übergang von der Renaissance zu Moderne: das 17. und 18. Jahrhundert

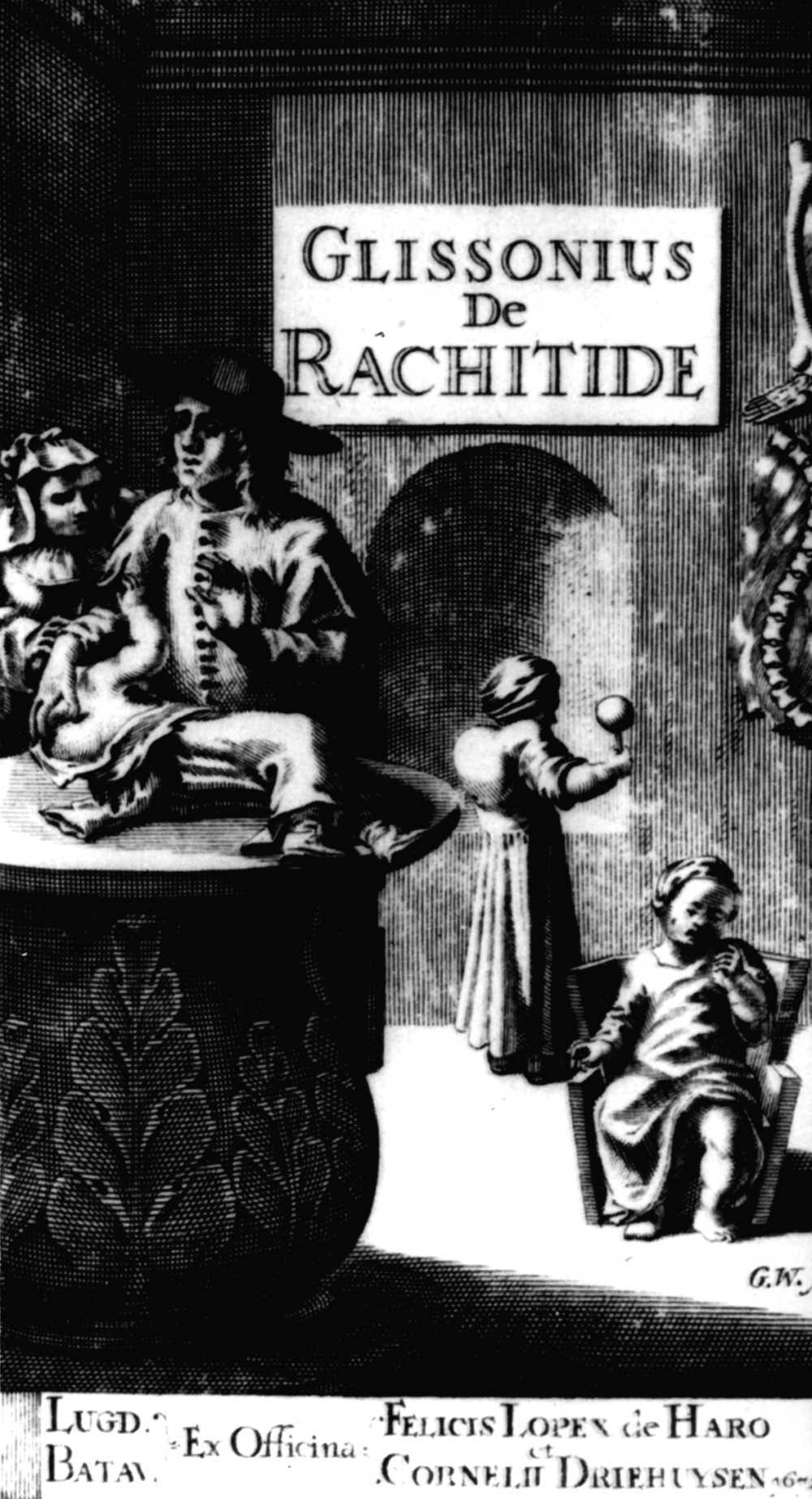
Titelbild einer Arbeit über Rachitis aus dem 17. Jahrhundert

Das 17. Jahrhundert läutet mit der Entdeckung des Blutkreislaufs und der Erfindung des Mikroskops das Zeitalter von Physiologie und Embryologie ein. Die Betrachtungen der Ärzte gingen nun über eine reine Symptombeschreibung hinaus. Mehr und mehr wurden eigenständige Krankheitsbilder voneinander abgegrenzt. Dies gilt insbesondere für die heute noch Kinderkrankheiten genannten ansteckenden Erkrankungen. Für die Diphtherie wurde nicht nur die einheitliche Entstehung der verschiedenen Symptome erkannt und beschrieben, sondern mit dem Luftröhrenschnitt (Tracheotomie) auch eine Behandlungsmöglichkeit entwickelt. Scharlach, Röteln und Windpocken wurden erstmals als Krankheitseinheiten von anderen Krankheitsbildern abgegrenzt. Unter den nichtinfektiösen Erkrankungen, die für das Kindesalter typisch waren, wurden unter anderem die Rachitis und die Pylorusstenose beim Säugling klinisch erkannt. Mit der Entwicklung der Pockenimpfung – zunächst noch von Arm zu Arm – durch Edward Jenner im ausgehenden 18. Jahrhundert wurde schließlich auch der Grundstein für eine vorbeugende Medizin gelegt, von der insbesondere Kinder profitieren sollten. Trotz all dieser Errungenschaften lag die Sterblichkeit bei Kindern unter zwei Jahren mit etwa 40 % unverändert sehr hoch.

## Die Moderne: das 19. und 20. Jahrhundert
Nachdem in den vorausgegangenen Epochen Kinder gemeinsam mit Erwachsenen in den gleichen Räumen untergebracht wurden, erkannte man im ausgehenden 18. und mit Beginn des 19. Jahrhunderts, dass Kinder nicht einfach kleine Erwachsene sind und eigene Krankheiten haben bzw. auf Krankheiten anders reagieren. Zunehmend wurden Stationen für Kinder eingerichtet, Kinderhospize und -spitäler öffneten ihre Pforten. Dies war augenscheinlich ein Fortschritt, jedoch ergaben sich aus der ungehinderten Ausbreitung von Infektionen in den dreißig bis vierzig Betten fassenden Gemeinschaftssälen und der Trennung der Kinder von der gewohnten Umgebung neue Missstände. Die Einbindung hygienischer Überlegungen in den klinischen Alltag war noch um die Jahrhundertwende nicht überall eine Selbstverständlichkeit.

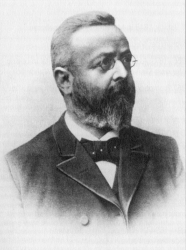
Otto Heubner

Aus der inneren Medizin heraus entwickelte sich, zunächst unter starken Widerständen von Seiten der etablierten Medizin, die Pädiatrie als eigenes Fach, damals vom Altgriechischen her auch als Pädiatrik bezeichnet. Im Jahr 1843 erschien ein dreibändiges Werk über Kinderheilkunde von Antoine Charles Ernest Barthez (1811–1891) und Frédéric Rilliet (1814–1861). 1850 eröffnete Franz von Rinecker in Würzburg die erste, wenn auch nur 17 Jahre eigenständige, nach ihm von Carl Jakob Christian Adolf Gerhardt weitergeführte, Universitäts-Kinderklinik und wurde als „öffentlich-ordentlicher Professor der Kinderkrankheiten“ benannt. 1895 wurde schließlich in der Person von Otto Heubner, des Leiters der Kinderklinik der Charité, erneut ein ordentlicher Professor für Kinderheilkunde berufen. Damit war das Fach in Deutschland auch akademisch etabliert. Heubners Nachfolger Adalbert Czerny gründete die dortige internationale Pädiatrieschule. In den Vereinigten Staaten, wo Pioniere wie Abraham Jacobi und L. Emmett Holt wirkten, war eine selbstständige Pädiatrie bereits in den 1860er Jahren entstanden. Im Jahr 1911 fand in Berlin der dritte internationale Säuglingsschutzkongress statt.
In Deutschland führte erst die Entdeckung der antibiotischen Therapie und die Entwicklung von weiteren Impfungen zu einem erheblichen Aufschwung. Die Einführung pasteurisierter Milch und Fortschritte in der Diätetik drängten Ernährungsstörungen in den Hintergrund. Verbesserte Überwachung der Schwangeren und Gebärenden sowie die verstärkte Sorge um die Neugeborenen konnte die Kindersterblichkeit zumindest in den entwickelten Ländern weiter erheblich senken.
1933 waren 773 von 1.418 Pädiatern „Juden“ im Sinne der Nürnberger Gesetze und 794 Kinderärzte, somit mehr als die Hälfte, wurden in der Zeit des Nationalsozialismus vertrieben, deportiert oder ermordet. Der Freiburger Medizinhistoriker Eduard Seidler hat seit den 1990er Jahren daran gearbeitet, die Lebensläufe der verfolgten Kinderärzte aufzuarbeiten, und mit Unterstützung der Deutschen Gesellschaft für Kinder- und Jugendmedizin konnten diese Schicksale online zugänglich gemacht werden.
Siehe auch
Albert Eckstein
Hugo Falkenheim
Curt Falkenheim
1920 äußerte sich der ungarische Kinderarzt Johann von Bókay über die Entwicklung der Kinderheilkunde:

„Die Entwicklung der Pädiatrie fand zu Beginn nirgends rosenbestreute, glatte Pfade, sondern hatte einen schweren dornigen Weg zu beschreiten, und sie konnte nur langsam, von Schritt zu Schritt vorwärtskommen.“